# Lehký tank Mk V
Light Tank Mk V vycházel ze svého předchůdce Mk IV. Do tanku byl montován motor Meadows ESTL o výkonu 65 kW. Po sérii strojů Mk I až Mk IV se jednalo o první stroj který umožňoval montáž dvoumístné věže. V té byly lafetovány dva kulomety, jeden ráže 12,7 mm, druhý ráže 7,7 mm. Na bocích věže byl namontován vrhač zadýmovacích granátů ráže 102 mm. Bylo vyrobeno pouhých 22 strojů a to v roce 1935. Kromě toho vznikl prototyp protiletadlové verze.